# Éliane d'Almeida
 (janvier 2013).
Pour les articles homonymes, voir Almeida (homonymie).
Éliane d'Almeida est une actrice française née le 9 janvier 1940 à  Essaouira, au Maroc.

## Filmographie
- 1961 : Ce soir ou jamais de Michel Deville : Nicole
- 1961 : La Belle Américaine de Robert Dhéry : Simone
- 1962 : Lemmy pour les dames de Bernard Borderie : Sophie
- 1963 : Blague dans le coin de Maurice Labro : Dolly
- 1966 : Comment séduire un play-boy en l'an 2000 (Bel Ami 2000 oder Wie verführt man einen Playboy?) de Michael Pfleghar : Coco